# Аль-Якубі
Абуль-Аббас Ахмад ібн Ісхак аль-Аббасі, відомий як аль-Якубі (араб. اليعقوبي) — арабський історик, географ і мандрівник. Один з перших представників прагматичного напряму в арабській історичній літературі.

## Біографія
Знаменитий арабський історик і географ Абу-ль-Аббас Ахмед аль-Якубі народився в Багдаді, але свої молоді роки провів у Вірменії. Потім майбутній вчений вступив на службу до правителів Хорасана. У 873 р. аль-Якубі відправився у велику подорож по Індії. Повернувшись, він оселився в Єгипті і зробив декілька подорожей по Північній Африці. Він побував в Нубії, в дельті Нілу, на узбережжі Середземного моря.

## Таріх («Історія»)
Мабуть, ще перебуваючи в Хорасані, Якубі пише 2-томний твір «Таріх» («Історія»). Один з перших творів в арабській літературі, присвячений всесвітній історії. Перша частина праці починається історією біблійних патріархів, потім йде опис життя Христа і апостолів, різних царів, опис народів, зокрема африканських: беджа, аль-Хабаша, зінджів, суданців. По суті опис Якубі відображає рівень знань арабів щодо цих народів до моменту написання книги. Відомості включають дані про адміністративний поділ, корисні копалини, звичаї і спосіб життя населення. Однак географічні назви, наведені в книзі не завжди піддаються точній ідентифікації. У книзі також містяться відомості з історії Ассирії, Єгипту, Греції та інших держав давнини.
Друга частина «Таріх» розповідає про історію мусульманських країн починаючи з народження пророка Мухаммеда до 259 року Хіджри, тобто до 872 року н. е. Основну увагу автор приділив шиїстському руху, що багато в чому пояснюється тим що Якуби був шиїтом. З останньою обставиною пов'язане і його вороже ставлення до Аббасидів. В цілому «Таіріх» включає значну кількість відомостей, яких не містять інші джерела і тому становить чималий інтерес.

## Кітаб аль-булдан («Книга країн»)
Близько 891 р. аль-Якубі завершив роботу над великим географічним твором «Книга країн», до якого увійшли докладні відомості про колійні маршрути, відстані між різними областями і містами, про корисні копалини і їх видобуток. Головне місце в книзі аль-Якубі відводиться Єгипту і країнам Північної Африки, а також Нубії. У своїй книзі мандрівник розповідає про золоті копальні в Нубії, де йому вдалося побувати: 
"Долина аль-Аллаки подібна великому місту. У ній змішане населення з арабів і неарабов — золотошукачів … Більшість складають … люди племені Рабія … Долина аль-Аллаки і всі її околиці — це рудники самородків. У будь-якому місці, яке прилягає до неї, працюють промисловці всіх [арабських] племен, а крім промисловців — чорні раби, які займаються риттям землі, потім витягують самородки, подібно жовтому миш'яку, а потім плавлять … " 
Аль-Якубі перераховує кілька найважливіших рудників Нубійської пустелі, деякі з них перебували на відстані 10- і навіть 30-денних переходів від аль-Аллаки, що служила центром «республіки золотошукачів». Мандрівник детально розповідає про землі у верхів'ях Нілу, керуючись при цьому як різного роду документами і роботами попередників, так і особистими враженнями.

## Публікація робіт Якубі
Обидва твори були видані в кінці XIX століття. «Таріх» був опублікований видавцем Кембриджського рукопису М. Т. Хаутсма. «Кітаб ал-Булдан» входить в серію «Bibliotheca geographorum arabicorum», видану, як частина сьомого тому цієї серії.